# FLEXnet Publisher
FlexNet Publisher ist eine Lizenzmanagementsoftware nach dem Concurrent-User-Lizenzmodell. Sie wird vorwiegend in Firmennetzwerken eingesetzt, um Lizenzen einer Vielzahl von Nutzern lizenzierungspflichtiger Software zur Verfügung zu stellen (Floating- oder Netzwerk-Lizenzen).

## Lizenzierungsmodelle
Software kann auf verschiedene Art und Weise lizenziert und diese Lizenzierung mit einer Lizenzmanager-Software überwacht werden. Eine Lizenz, um eine Software auf genau einem definierten Computer zu betreiben, wird in der FlexNet Publisher-Software als Node-Locked bezeichnet, sie erlaubt die Benutzung der Software auf genau einem Rechner, einem Knoten oder node, einem genau bestimmten Rechner in einem Rechnernetz. Die Benutzung einer solchen Lizenz ist an genau diesen Rechner gebunden.
Alternativ kann ein Unternehmen auch eine bestimmte Menge an Floating-Lizenzen erwerben, die dynamisch an die Maschinen bzw. Benutzer der Software vergeben werden. Bei Benutzung wird die Lizenz in der Lizenzmanagersoftware als belegt gekennzeichnet, sie befindet sich dann im Status checked-out. Wenn die Nutzung der Software beendet wird, wird die Lizenz wieder als frei verfügbar gekennzeichnet und befindet sich damit im Status checked-in. Auf diesem Wege kann ein Unternehmen den Erwerb auf zum Beispiel 50 Lizenzen beschränken und auf einer weit größeren Anzahl Rechnern den gelegentlichen Benutzern die Software zur Verfügung stellen, wenn auch nicht mehr als 50 Benutzer die Software gleichzeitig nutzen können.
Die FlexNet Publisher-Software unterstützt beide Lizenzierungsmodelle, die Floating-Lizenzen und die Node-Locked-Lizenzen. Voraussetzung ist jeweils, dass der Rechner, auf dem die Lizenz benutzt werden soll, über das Computernetzwerk eine Verbindung zu dem Lizenzserver hat. Der Lizenzserver kann auch durch mehrere als Server funktionierende Rechner dargestellt werden, die sich quasi bei Ausfall von einem der beteiligten Rechner in Abwesenheit vertreten.
Die Software wird im Allgemeinen zur Lizenzverwaltung für Electronic Design Automation Software auf Computern unter dem Betriebssystem Unix benutzt.

## Geschichte
Die Software FlexNet Publisher wurde ursprünglich durch die Firma Globetrotter entwickelt und zeitweise durch die Firma Highland Software vermarktet. Später übernahm Globetrotter wieder die Vermarktungsrechte, bis das Unternehmen durch Macrovision übernommen wurde. 
Die Software wurde in FLEXnet Publisher umbenannt. 2008 verkaufte wiederum Macrovision die Geschäftssoftwaresparte, die zunächst Acresso Software hieß. 
Seit Oktober 2009 heißt die Firma Flexera Software.

## Ergänzende Software
- JTB Flexreport[1] ist eine Anwendungssoftware der Firma JTB World[2], die Übersichten als Grafik und im HTML-Format sowie als Datenbankberichte über die Lizenznutzung der Softwareprodukte erstellt, die den FLEXnet- bzw. FlexNet Publisher-Lizenzmechanismus nutzen.
- X-Formation[3] ist der Hersteller einer Lizenzmanagement Software, die die Verwendung von FlexNet Publisher/FLEXnet, LM-X, IBM LUM und Sentinel LM erweitert. Diese Softwaretools beinhalten eine Lizenzstatistiksoftware, die durch in Echtzeit generierte Grafik eine preiswerte Lösung zur Analyse der Lizenznutzung bietet, eine durch den Nutzer bedienbare Abfrage-Software sowie die Darstellung im HTML-Format, welcher Nutzer welche Lizenz und welche Lizenzerweiterung benutzt. Mit der Lizenzstatistiksoftware kann man sich auch eigene Abfragemöglichkeiten zusammenstellen.
- Optilicense ist eine Software, die sich mit dem Lizenzserver verbindet und die Lizenznutzung für jede Anwendungssoftware aufzeichnet. Die aufgezeichneten Daten werden in eine Datenbank eingestellt und können in einer Vielzahl von grafischen und Textberichten ausgegeben werden. Optilicense ist eine einfache, intuitiv bedienbare Software, die die Überwachung der Lizenznutzung auch weniger geschulten Personen ermöglicht und die Produktivität der CAE- und EDA-Abteilungen erhöht.
- Open iT[4] ist eine Softwarelösung zum Messen und Auswerten der Lizenznutzung, die entwickelt wurde, um erfahrenen Benutzern und in vielschichtigen Organisationen möglichst flexible und leistungsfähige Berichtswerkzeuge für FlexNet Publisher, IBM LUM, Sentinel/Abaqus/Elan, RLM und andere Lizenzmanager zur Verfügung zu stellen. Zu den Vorteilen gehört ein übergreifendes, globales Berichtswesen, Kostenzuweisung bzw. Abrechnung nach Nutzung und die Fähigkeit, zwischen aktiver und nichtaktiver Lizenznutzung zu unterscheiden sowie gegebenenfalls unbenutzte Lizenzen automatisch freizugeben. Darüber hinaus erlauben weitere Module eine Überwachung von Stand-Alone- oder Web-Anwendungen, um einen Gesamtüberblick über die globale Nutzung der Softwarelizenzen zu erhalten.
- phpLicenseWatcher[5] ist ein Open-Source-Programm zur Überwachung und Auswertung von FlexNet Publisher (und LUM) Lizenzservern
- inCharge[6] ist eine professionelle Anwendung, die es einem ermöglicht, sämtliche Lizenzen eines Unternehmens, die durch FLEXnet oder IBM LUM (z. B. Dassault Systèmes (CATIA, SolidWorks), Siemens PLM Software (Siemens NX, Solid Edge), Adobe, Autodesk (AutoCAD, Inventor)) gemanagt werden, zentral zu überwachen. Man kann von einem Arbeitsplatz aus die Informationen aller Server einsehen und statistische Kennwerte – wie beispielsweise Lizenzauslastung – überwachen.
- OpenLM[7] ermöglicht es, die Nutzung der Softwarelizenzen eines Unternehmens, die durch Lizenzmanager wie FlexNet (vormals FLEXlm), IBM LUM, Sentinel RMS, Sentinel HASP, RLM und andere verwaltet werden, zentral aufzuzeichnen; z. B. für: ArcGIS (ESRI), CATIA (Dassault Systems), NX, Teamcenter (Siemens PLM Software (Unigraphics)), Creo Elements/Pro, Pro/Engineer (PTC), AutoCAD (AutoDesk). Diese Informationen können mit OpenLM dazu verwendet werden die Nutzung der lizenzierten Software hinsichtlich der Faktoren „Produktivität - Kosten - Compliance“ zu optimieren. OpenLM wird in Deutschland und Österreich durch die SECOPTENA GmbH[8] vertreten.

## Probleme
Die DRM-Software FlexNet steht in der Kritik, da sie ähnlich einem Rootkit Daten direkt in den Master Boot Record schreibt und dabei eventuell vorhandene Daten überschreibt. Das kann zu Problemen mit Bootloader-Programmen wie GRUB oder dem Verschlüsselungsdienst TrueCrypt führen, welche denselben Bereich im MBR verwendet.